# Бут, Конни
Ко́нни Бут (англ. Connie Booth; род. 1940, Индианаполис, Индиана, Соединённые Штаты Америки) — британская актриса

 и сценаристка американского происхождения, впоследствии психотерапевт.

## Биография и карьера
Отец Конни Бут был биржевым брокером на Уолл-Стрит, а мать — актрисой. Пара перебралась в Нью-Йорк после рождения дочери. Конни начала актёрскую карьеру, работая дублёром на Бродвее и подрабатывая официанткой. Она стала встречаться с одним из участников труппы «Монти Пайтон» Джоном Клизом, когда он работал в Нью-Йорке. 20 февраля 1968 года они поженились. 

Конни Бут играла разные роли в комедийном шоу «Летающий цирк Монти Пайтона» и в снятых труппой фильмах — «А теперь нечто совсем другое» (1971) и «Монти Пайтон и Священный Грааль» (1975). Также она сыграла роли в фильме «Как раздражать людей» (1968), в котором снялись Клиз и остальные участники будущей труппы, короткометражной киноленте «Роман с контрабасом» (1974) по одноимённому рассказу Антона Чехова и пародийном фильме «Странный случай конца цивилизации в том виде, как мы его знаем» (пародия на сюжеты произведений о Шерлоке Холмсе, 1977; Бут играла роль миссис Хадсон). 

Бут и Клиз стали авторами сценария и актёрами ситкома «Башни Фолти» (1975, 1979; Конни Бут сыграла роль Полли Шерман).

Конни Бут сыграла ещё несколько ролей на британском телевидении, в том числе в мини-сериале «Диккенс из Лондона» (1976) и фильме по роману «Маленький лорд Фонтлерой» (1980).
В 1995 году Бут оставила актёрскую карьеру. После того, как она отучилась пять лет в Лондонском университете, Конни Бут стала психотерапевтом.

## Личная жизнь
Брак с Джоном Клизом продлился до 1978 года. Бут продолжала писать сценарии и сниматься в «Башнях Фолти», хотя они с Клизом развелись до того, как был отснят и запущен в эфир второй сезон сериала.

В 1971 году у пары родилась дочь Синтия. Она снималась вместе с отцом в фильмах «Рыбка по имени Ванда» и «Свирепые создания».

В 1995 году Синтия Клиз вышла замуж за американского сценариста, продюсера и писателя Эда Соломона.

В 2000 году Конни Бут вышла замуж за бывшего театрального критика Джона Лара.

## Комментарии
1. ↑  В разных источниках указываются разные годы рождения: 1939—1940, 1941, 1944.